# Karel Rumerskirch
Karel Václav Jan František Maria Oskar hrabě z Rumerskirchu (německy Karl Wenzel Johann Franz Maria Oskar Graf von Rumerskirch; 19. listopadu 1867 Vídeň – 24. května 1947 Kitzbühel) byl rakouský šlechtic, dvořan a důstojník rakousko-uherské armády. V letech 1902–1914 byl nejvyšším hofmistrem následníka trůnu Františka Ferdinanda a v červnu 1914 byl osobním účastníkem sarajevského atentátu. Později působil u císařského dvora jako nejvyšší kuchmistr (1916–1918) a krátce před rozpadem monarchie byl povýšen na hraběte (1918). Jeho dcera Marianna (1913–2003) se provdala za diplomata Rogera Lalouetta, který byl v letech 1964–1968 francouzským velvyslancem v Československu. 

## Životopis

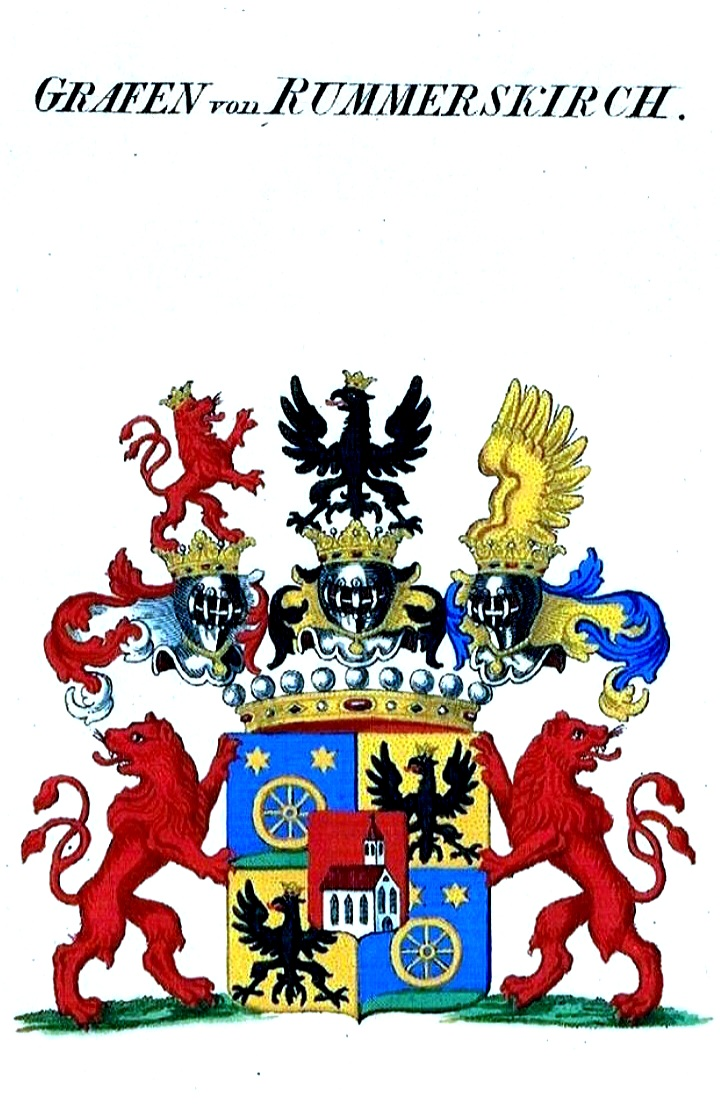
Erb rodu Rumerskirchů

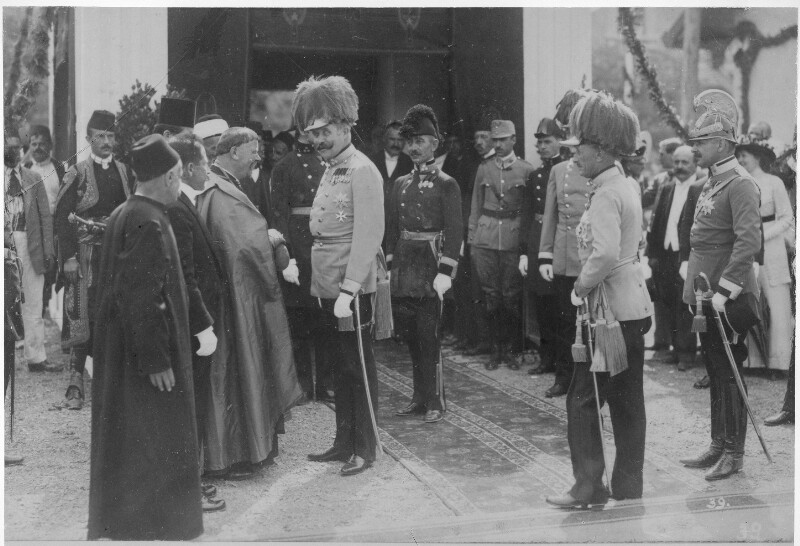
František Ferdinand d'Este na návštěvě v Sarajevu (červen 1914). Baron Karel Rumerskirch stojí vpravo za následníkem trůnu

Pocházel ze starého šlechtického rodu Rumerskirchů, který byl v jedné linii usazený v Čechách. Narodil se jako jediný syn státního úředníka barona Karla Podivína z Rumerskirchu (1840–1882). Od mládí sloužil v armádě, v roce 1893 byl nadporučíkem ve sboru císařské gardy. Později sloužil u dragounského pluku č. 1 a v roce 1899 byl povýšen na rytmistra,. Zároveň získal titul c. k. komořího a byl přidělen ke dvoru následníka trůnu Františka Ferdinanda d'Este. a v letech 1902–1914 byl jeho nejvyšším hofmistrem. Mimo aktivní službu byl později povýšen do hodnosti plukovníka a v roce 1910 byl jmenován c. k. tajným radou s nárokem na oslovení Excelence.
V červnu 1914 doprovázel následníka trůnu do Bosny a byl osobním účastníkem sarajevského atentátu. Z titulu své funkce pak organizoval záležitosti spojené s pohřbem a zvláštním vlakem odeslal rakve následníka trůnu a jeho manželky do Vídně. Na počátku první světové války krátce sloužil na frontě, ale po nástupu Karla I. se vrátil ke dvoru a v letech 1916–1918 zastával funkci nejvyššího kuchmistra. V lednu 1918 byl povýšen na hraběte (titul platil i pro jeho sestru Zdenku, provdanou Pretis de Cagnodo), po zániku monarchie žil v soukromí. 

## Rodina
V roce 1900 se v Badenu oženil s hraběnkou Marií Terezií Khevenhüller-Metschovou (1877–1968), která byla později c. k. palácovou dámou. Z jejich manželství se až po delší dobře narodila jediná dcera Marianna (1913–2003), která se v roce 1935 provdala za francouzského diplomata Rogera Lalouetta (1904–1980). Lalouette začínal jako velvyslanecký tajemník v Praze, později byl vyslancem v různých zemích a nakonec v letech 1964–1968 v Československu.
Dík své manželce byl mimo jiné švagrem hraběte Františka Harracha (1870–1937), který byl jako pobočník následníka trůnu taktéž osobním účastníkem sarajevského atentátu. 
Karlova sestra Zdenka (*1865) byla manželkou sekčního šéfa na ministerstvu vnitra Sisinia Pretis de Cagnodo (1859–1913), syna bývalého rakouského ministra obchodu a financí Sisinia de Pretise. V roce 1918 byla již vdovou a vztahovalo se na ni udělení hraběcího titulu Rumerskirchům.  

## Řády a vyznamenání
Byl nositelem několika vysokých rakouských vyznamenání, vzhledem ke své dlouholeté službě v bezprostřední blízkosti následníka trůnu obdržel řadu ocenění také od zahraničních panovníků.

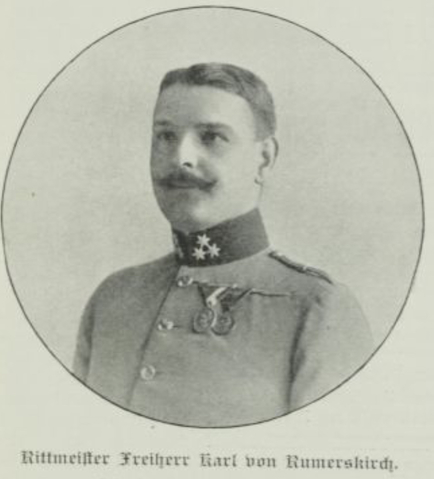
Baron Karel Rumerskirch v hodnosti c. k. rytmistra

- velkokříž Leopoldova řádu (Rakousko-Uhersko)
- Řád železné koruny I. třídy (Rakousko-Uhersko)
- Vojenský záslužný kříž (Rakousko-Uhersko)
- velkokříž Viktoriina řádu (Spojené království)
- velkokříž Albrechtova řádu (Sasko)
- velkokříž Řádu koruny (Belgie)
- komandér Řádu Leopolda (Belgie)
- velkokříž Královského řádu za občanské zásluhy (Bulharsko)
- velkokříž Řádu knížete Danila I. (Černá Hora)
- Řád červené orlice I. třídy (Prusko)
- Řád koruny I. třídy (Prusko)
- Železný kříž II. třídy (Německo)
- Řád svaté Anny II. třídy (Rusko)
- komandér Řádu Isabely Katolické (Španělsko)
- komandér Řádu Karla III. (Španělsko)
- komandér Řádu lva a slunce (Persie)
- velkodůstojník Řádu rumunské koruny (Rumunsko)
- Řád Fridrichův (Württembersko)
- Vévodský sasko-ernestinský domácí řád (Sasko)